# Bashir Abdel-Samad
Bashir Abdel-Samad (ar. بشير عبد الصمد; ur. 20 sierpnia 1966) – egipski piłkarz grający na pozycji pomocnika. W swojej karierze rozegrał 13 meczów i strzelił 2 gole w reprezentacji Egiptu.

## Kariera klubowa
W swojej karierze piłkarskiej Abdel-Samad grał w klubie Ismaily SC. W sezonie 1990/1991 wywalczył z nim mistrzostwo Egiptu, a w sezonie 1996/1997 zdobył z nim Puchar Egiptu. Wywalczył też dwa wicemistrzostwa kraju w sezonach 1991/1992 i 1993/1994 oraz tytuł króla strzelców egipskiej pierwszej ligi w sezonie 1993/1994, w którym strzelił 15 goli.

## Kariera reprezentacyjna
W reprezentacji Egiptu Abdel-Samad zadebiutował 20 listopada 1992 w zremisowanym 1:1 towarzyskim meczu z Kuwejtem, rozegranym w Kairze. W 1994 roku został powołany do kadry na Puchar Narodów Afryki 1994. Na tym turnieju rozegrał trzy spotkania: grupowe z Gabonem (4:0, strzelił w nim 2 gole) i z Nigerią (0:0) oraz ćwierćfinałowe z Mali (0:1). Od 1992 do 1994 rozegrał w kadrze narodowej 13 meczów i strzelił 2 gole.